# Stock, England
Stock är en by och civil parish i Essex i östra England. Den har ett invånarantal på cirka 2 000 personer. Stock ligger 1 mil söder om den större staden Chelmsford. I Stock ligger Crondon Park Golf Club, där bland annat Championship League i Snooker spelas sedan 2008.